# ArtRave: The Artpop Ball
Tournées par Lady Gaga
The Born This Way Ball
(2012-2013) Cheek to Cheek Tour
(2015)
ArtRave: The Artpop Ball (stylisé en artRAVE: the ARTPOP ball) est la quatrième tournée mondiale de la chanteuse américaine Lady Gaga, programmée dans le but de promouvoir son quatrième album Artpop, sorti à l'automne 2013 et faisant suite à la tournée The Born This Way Ball, arrêtée prématurément au début de l'année 2013. La tournée a débuté le 4 mai 2014 à Fort Lauderdale aux États-Unis et est composée de 79 dates à travers 68 villes en Amérique du Nord, Europe, Océanie et Asie, dans des arènes, stades, festivals et parcs. Au total, la tournée a attiré 933 745 personnes pour une recette de 84,6 millions de dollars. Le concert à Paris-Bercy fut filmé et retransmis en direct le 24 novembre par Yahoo! et Live Nation.

## Développement

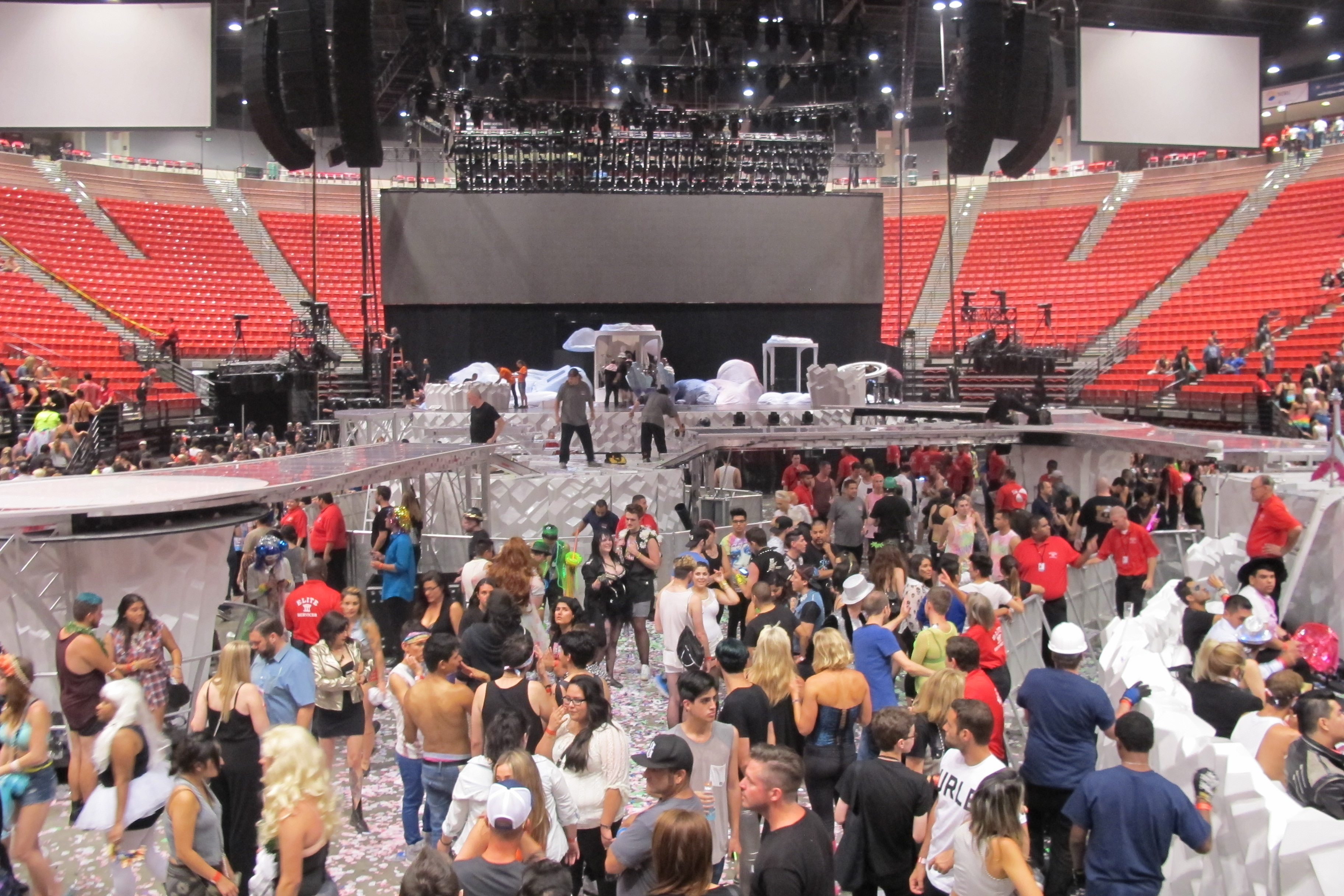

Dans le cadre de la promotion de son nouvel album Artpop, la chanteuse accorda une interview exclusive à la station de radio française Fun Radio le 26 août 2013. Elle évoqua alors le souhait de revenir chanter au Stade de France. La veille de sortie de son album, Gaga a tenu un événement privé à New York appelé la Artrave, durant lequel elle a chanté plusieurs chansons de l'album et présenté des pièces artistiques en compagnie de Jeff Koons et Marina Abramović. Elle a gardé ce concept de la Artrave pour nommer sa tournée Artrave : The Artpop Ball. C'est le 3 décembre suivant qu'elle annonça les premières dates de la tournée via les réseaux sociaux. Après l'annulation des derniers concerts de la partie nord-américaine du Born This Way Ball à la suite d'une blessure à la hanche, c'est aux États-Unis qu'elle commencera sa tournée. Elle annonce également via Twitter que « certains billets seront abordables afin que tous ses fans puissent avoir la chance de la voir » en concert et déclare sur son réseau social LittleMonsters.com : « cette tournée sera ma favorite, une vraie fête, une réelle expérience et j'ai tout le temps dont j'ai besoin pour planifier la tournée de mes rêves ». Le 29 janvier 2014, elle annonça les premières dates de sa tournée européenne, passant ainsi par la France. À la suite de la fermeture du Palais omnisports de Paris-Bercy durant cette période pour cause de rénovation, elle se produira finalement deux fois au Zénith de Paris en octobre 2014, puis à la Bercy Arena le 24 novembre à la suite de sa réouverture temporaire.

### Scène

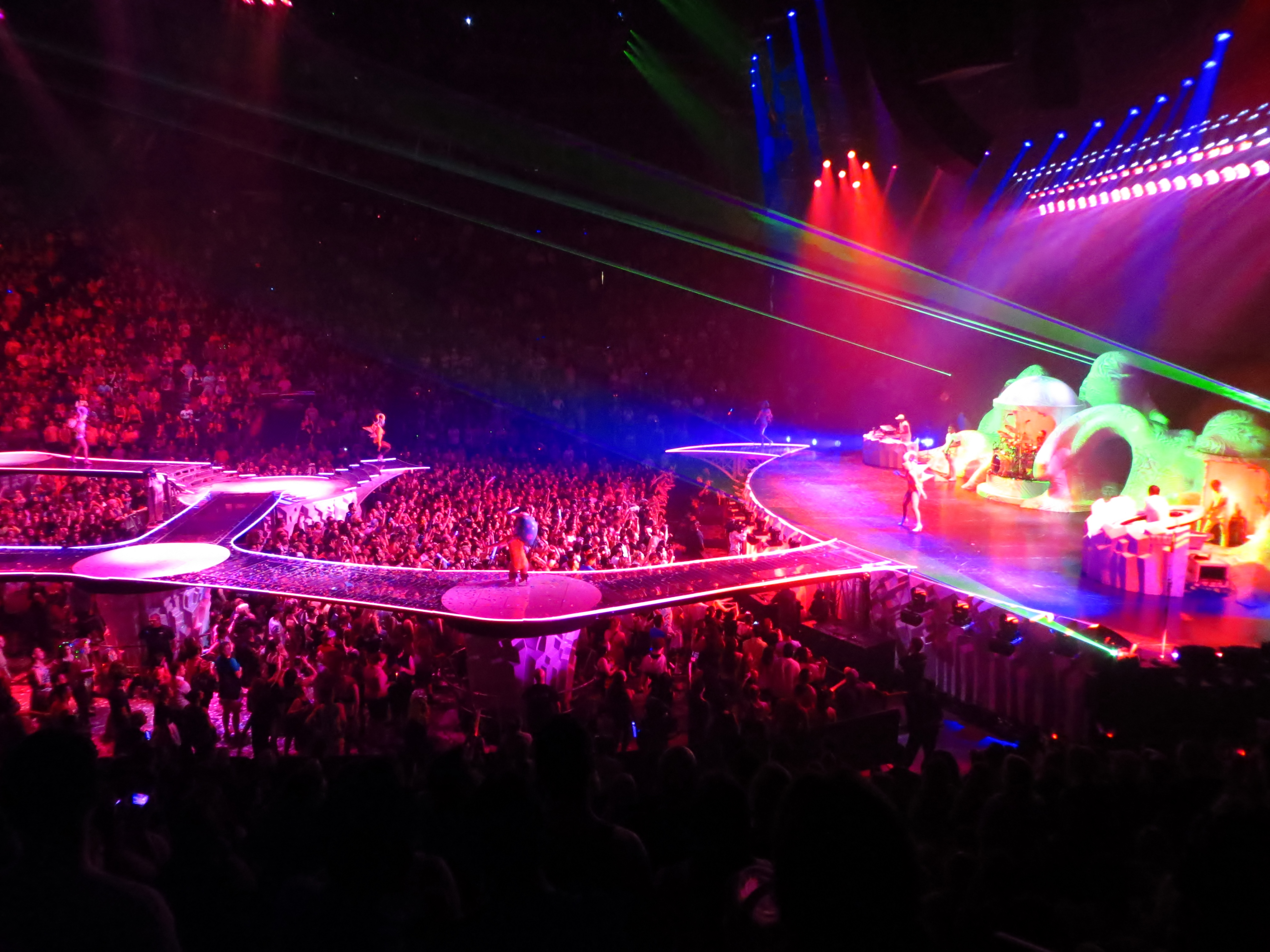
Scène de la tournée à Montréal.

Dans une interview pour Capital FM, la chanteuse a parlé de la scène de la tournée. Elle a évoqué son envie d'avoir une meilleure disposition pour un Monster Pit, celle de son ancienne tournée The Born This Way Ball l'obligait à chanter uniquement dans une portion de la salle. Il y aura deux scènes, une scène principale et une autre au fond de la salle. Cette dernière sera mise en valeur par l'addition d'un catwalk qui fera le tour de la fosse et qui permettra à la chanteuse d'interagir avec son public. La scène de la tournée est en cours de réalisation et sera créée par le même concepteur que celle de sa tournée The Monster Ball Tour. La chanteuse évoque aussi sur Twitter que le thème de la tournée sera la planète Vénus. En mars 2014, une photo de la scène a été mise en ligne par le biais des réseaux sociaux. La scène principale est reliée par un catwalk qui se détache en deux parties dans la fosse pour rejoindre une deuxième scène, plus petite, où l'on peut voir un piano. Des sièges près de la deuxième scène seront réservés pour les personnes possédant une entrée VIP. Gaga a ajouté que « les pistes seront de couleur transparente pour permettre à l'audience de danser dessous ». La scène est décrite comme une cave blanche, rappelant Atlantica du dessin-animé Disney, La Petite Sirène, ou bien encore le mont Olympe dans Hercule, derrière laquelle se trouve un écran géant,. La scène, incluant les catwalks, a été imaginée et construite en un total de 21 346 heures par la compagnie Tait Towers. Avec les costumes de la tournée, 21 camions sont nécessaires pour la transporter à chaque voyage.

## Performance commerciale

### Vente des tickets

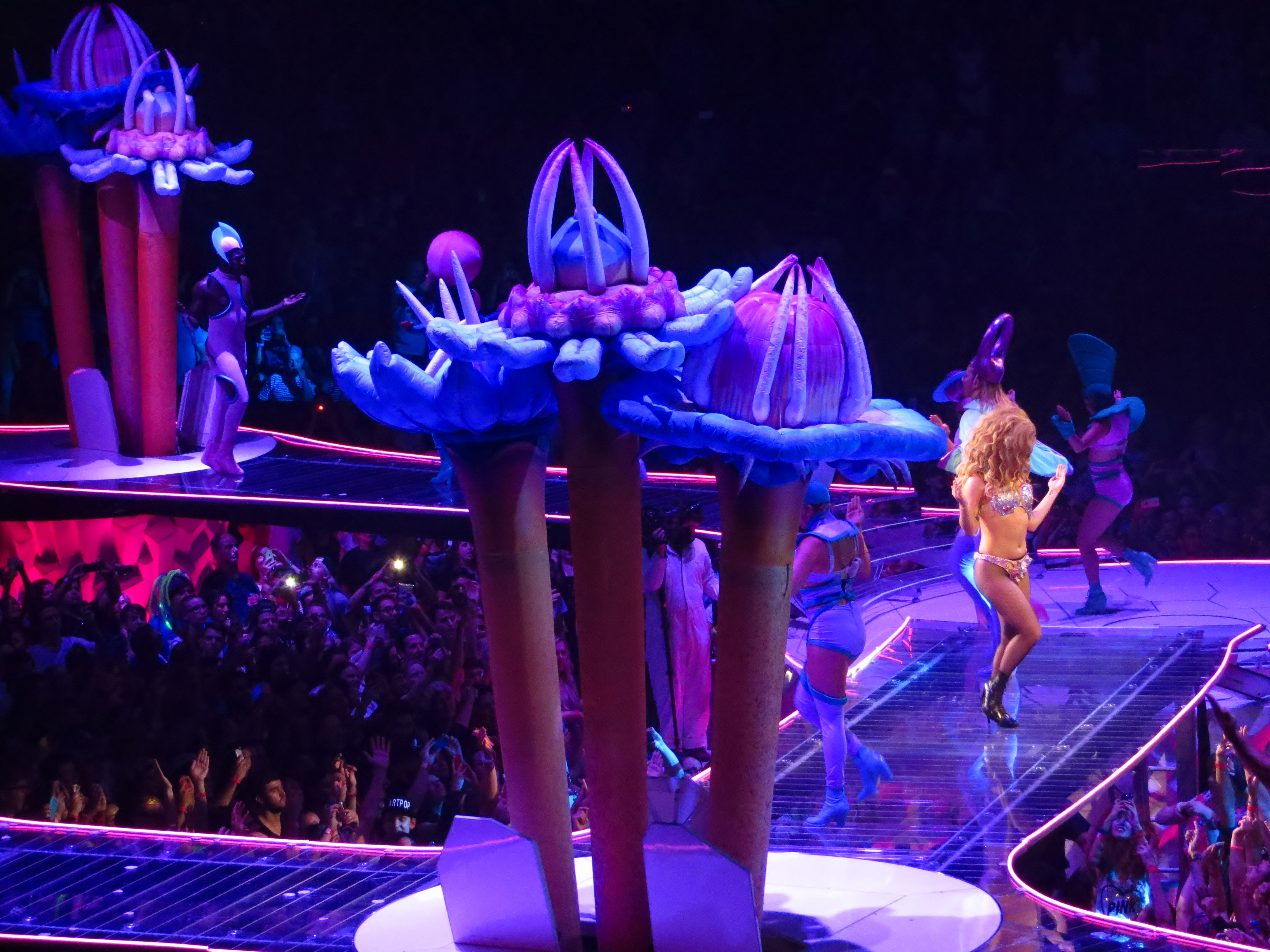
Performance de "Venus" : de larges fleurs sortent des catwalks.

Les premiers tickets ont été mis en vente pour les membres du réseau social de la chanteuse, LittleMonsters.com et officiellement le 9 décembre 2013. Selon Live Nation, les concerts à Toronto, Winnipeg, Calgary, Los Angeles et Edmonton ont été complets en quelques heures. En réponse aux ventes positives, quatre nouvelles dates ont été ajoutées en Amérique du Nord. Puis en mars 2014, six nouvelles dates ont été ajoutées, dont une seconde à Los Angeles et Las Vegas. Le 8 février 2014, les tickets pour les premiers concerts européens à Anvers, Amsterdam, Londres, Birmingham, Manchester et Glasgow ont été mis en vente. Ticketmaster UK annonça peu après via Twitter la vente totale des tickets au Royaume-Uni en quelques minutes, s'excusant auprès des fans n'ayant pu avoir de places. À Londres, due à la demande écrasante de tickets, une troisième et dernière date a été ajoutée au calendrier de la tournée, le 26 octobre. Le 10 février 2014, les concerts parisiens ont affiché sold-out en moins de quelques minutes. Les concerts à Stockholm et Milan ont également été complets en quelques heures seulement. Le succès de la tournée est également reporté dans un communiqué par Live Nation. Les billets pour la tournée australienne ont été mis en vente à partir du 25 février 2014. Le 12 mai 2014, Live Nation ajouta une série de 4 nouvelles dates pour le Royaume-Uni, ainsi qu'un troisième et dernier concert à Paris, au Palais omnisports de Paris-Bercy en raison de la forte demande. Le 28 avril 2014, le site web britannique populaire de divertissement et d'information médias, Digital Spy, publie un article annonçant la mise en vente de plus de tickets pour la tournée au Royaume-Uni à la suite de la finalisation des plans de la scène, qui admet désormais une plus grosse capacité.

### Box-office

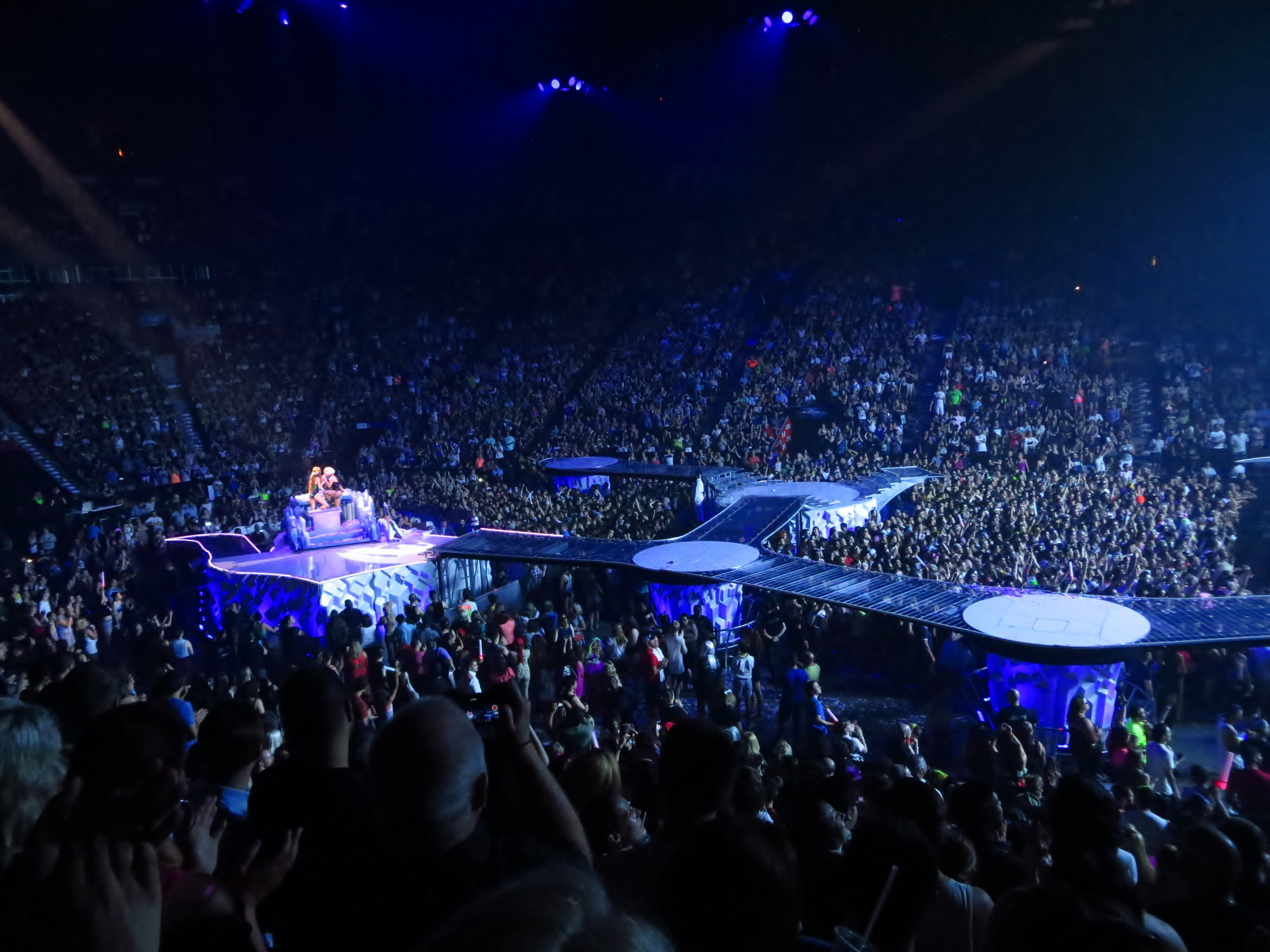
Lady Gaga devant la foule lors de son concert à Montréal.

Le 24 janvier 2014, le journaliste Jesse Lawrence fit remarquer les prix abordables de la tournée aux États-Unis dans un article du magazine Forbes. Le prix moyen du billet est alors de 68 dollars pour les marchés primaires, permettant à plusieurs dates d'afficher complet très rapidement, comparé aux artistes de l'époque, comme Miley Cyrus et son Bangerz Tour qui a une moyenne de 86 dollars pour le prix du billet. Au contraire, le prix moyen du billet de la Artrave pour les marchés secondaires est de 269 dollars, bien que la quantité de tickets disponibles soit bien plus faible que le Bangerz Tour. Lawrence conclut que les prix pour les concerts de Lady Gaga ont été fondés sur le long terme, permettant ainsi l'accès au plus grand nombre de ses fans.
En avril 2014, à la suite de la performance de la chanteuse à la Roseland Ballroom, les prix des tickets de la tournée augmentèrent de 5,3 % dans les marchés secondaires, avec une augmentation majeure visible pour le concert prévu à Atlanta. Certains tickets pour le Madison Square Garden ont augmenté à 338,81 dollars, soit 42,6 % plus haut que le prix moyen. D'autres dates ont subi cette augmentation, notamment à Las Vegas, Boston et Chicago ainsi que les deux concerts au Staples Center de Los Angeles.
Des rapports ont fait leur apparition dans les médias, disant que les ventes de la tournée s'effondraient, obligeant Arthur Fogel, président de Live Nation Global Touring, de dénoncer ces accusations comme « ridicules ». Lors d'une interview pour Billboard en mars 2014, il annonça que 80 % des tickets avaient été vendus en Amérique du Nord et en Europe, et que la compagnie était sur le point d'annoncer de nouvelles dates. Les 29 shows en Amérique du Nord ont engrangé 26 millions de dollars, avec une moyenne de 900 000 dollars par concert jusque mars 2014. Fogel a aussi évoqué la perte de 30 millions de dollars de la dernière tournée de la chanteuse, disant que si une situation similaire se produisait, la compagnie aurait annulé les concerts. En juin 2014, Live Nation annonça la vente de plus de 800 000 tickets à travers le monde.
En juin 2014, Billboard annonça les premiers chiffres de la tournée dans son box-office hebdomadaire. En 14 concerts, la tournée a engrangé 13,9 millions de dollars pour un total de plus de 171 000 tickets vendus. Dans le top 100 des tournées mondiales, paru en juillet 2014, Pollstar élu les concerts de la chanteuse à la 46e place des tournées les plus lucratives entre janvier et juillet 2014, avec un total de 15,7 millions de dollars engrangés ainsi que 200 222 tickets vendus pour 14 concerts de la ArtRave et les 7 concerts consécutifs à la Roseland Ballroom. En octobre 2014, la deuxième partie des chiffres de la tournée fut annoncée, avec la vente de 510 000 tickets et une recette de 46,9 millions de dollars, la tournée se hisse à la deuxième place sur la liste hebdomadaire des tournées de Billboard.

## Déroulement des concerts

### Synopsis
Acte 1 -

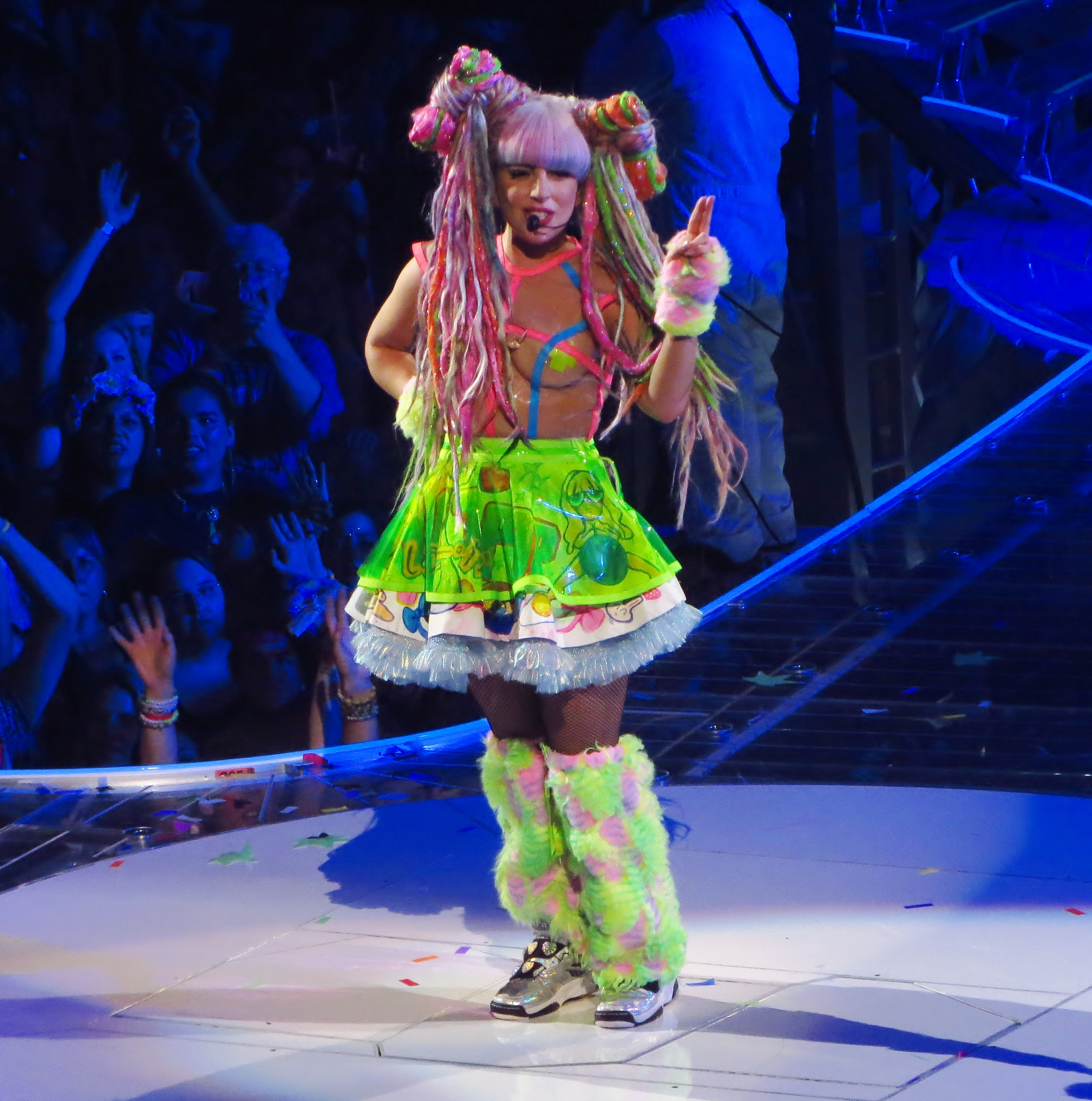
Performance de "Applause".

Le concert débute avec une vidéo d'introduction. Le château blanc et les écrans s'allument brusquement et une musique aux sons électroniques prépare le public à l'ambiance du spectacle. Pendant que le groupe joue les dernières notes, les danseurs apparaissent et s'agitent en tenant de gros ballons qu'ils vont par la suite jeter dans la fosse. La chanteuse apparaît ensuite, émergeant par le dessous de la scène grâce à un ascenseur, vêtue d'un costume de couleur or et de paillettes, relié à des ailes. Mi-ange, mi-phénix, elle débute par la chanson "Artpop" alors que des bulles apparaissent sur l'écran principal. Elle termine cette chanson au piano avant d'entamer la performance de G.U.Y., qu'elle et ses danseurs interprètent sur la chorégraphie officielle de son clip vidéo. S'ensuit une interprétation énergique de "Donatella" devant un écran multicolore.
Acte 2 -
La seconde partie du concert démarre sur "Venus". De larges fleurs gonflables sortent des catwalks. Gaga est habillée de la même manière que la Vénus représentée par Botticelli pour son célèbre tableau, avec un ensemble similaire à celui qu'elle utilise dans le clip vidéo de "Applause". Elle utilise également une guitare à la fin de la chanson. Après un court discours, "Manicure" débute aux côtés de ses deux guitaristes. La chanteuse quitte la scène.
Acte 3 -
La chanteuse revient sur scène dans une tenue blanche. L'écran à l'arrière la montre en train de tourner avec de grands dreadlocks. Elle interprète en premier temps une version courte de "Just Dance" en compagnie de ses danseurs habillés en différentes créatures marines. Cette interprétation se termine avec ses guitaristes et son keytar customisé en hippocampe. S'ensuivent deux autres versions courtes de "Poker Face" et "Telephone" s'achevant par un remix.
Acte 4 -
Un interlude commence sur une nouvelle musique : "Partynauseous". Gaga a collaboré avec le rappeur Kendrick Lamar sur cette chanson en août 2012, pendant le Born This Way Ball en Indonésie. Pendant que les chanteurs s'activent devant le château, elle débarque sur scène pour chanter le dernier refrain de la chanson après un changement de tenue. Vêtue d'un costume Octopus, de couleur noire ou bicolore selon les soirs, elle continue en enchaînant avec "Paparazzi". Pendant qu'une partie de ses danseurs exercent une chorégraphie le long de la piste, un autre groupe amène ce qu'ils appellent la « Monster Paw Chair » sur une des scènes, une énorme main sur laquelle Gaga va s'asseoir et interpréter "Do What U Want". Elle atteint ensuite son piano pour chanter "Yoü and I" et une version acoustique de "Born This Way", mêlé à un discours. Selon les concerts, elle choisit des fans pour monter avec elle sur scène. La chanteuse disparaît par un ascenseur à la fin de l'interprétation.
Acte 5 -

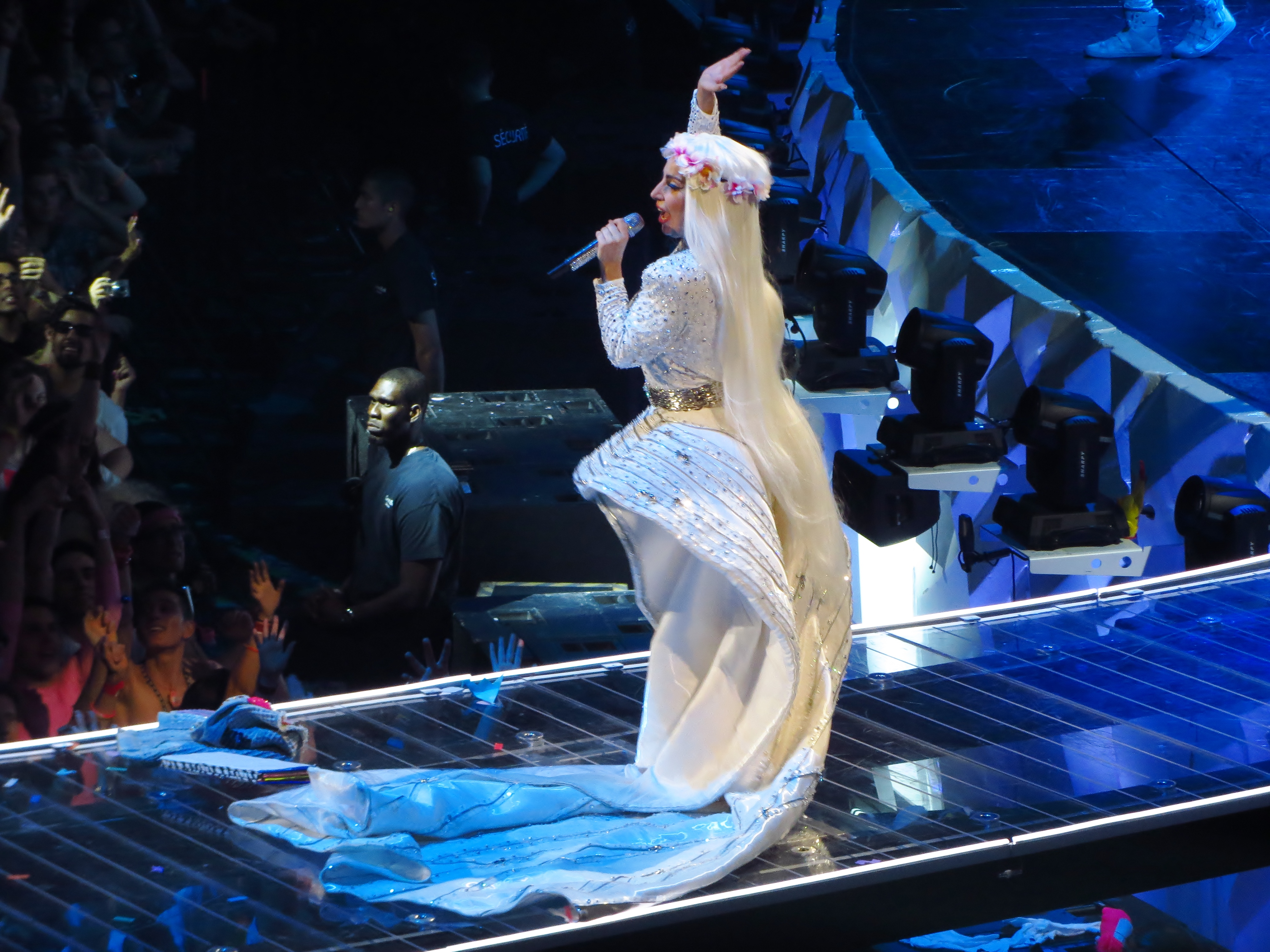
Lady Gaga fermant le show, durant la performance de "Gypsy".

Une vidéo apparaît à l'écran dans laquelle Gaga danse et agite ses longs cheveux. « Jewels N' Drugs » démarre alors et échauffe la salle avant son retour. Après le passage des couplets des rappeurs en collaboration sur la chanson, elle interprète le refrain dans une tenue en latex noire. S'ensuit une performance a cappella du refrain de « The Edge of Glory », puis d'une version raccourcie de « Judas » suivie de « Aura » et un court discours. Un canapé rouge apparaît sur scène sur lequel Gaga va chanter « Sexxx Dreams » puis « Mary Jane Holland ». « Alejandro » prend ensuite place sur la piste transparente, seules les danseuses sont avec Gaga.
Acte 6 et Encore -
Après avoir annoncé un changement de costume sur scène, la chanteuse s’assoit devant une glace. Une musique ambient débute et son équipe vient alors pour l'aider à se changer. La chanteuse, nue sur scène, enfile sa tenue multicolore et sa perruque inspirées par le thème de la Rave et la culture japonaise. "Bad Romance" démarre avec la chorégraphie originale de la vidéo, suivi par "Applause" et ses néons violets et roses. Par la suite, Gaga interprète "Swine", durant laquelle ses danseurs jettent des animaux en peluche avec des canons dans le public. Elle quitte ensuite la scène pour un dernier changement de costume. Pendant que ses fans l'acclament pour une dernière chanson, Gaga revient sur scène avec une longue robe et perruque blanches. En interagissant directement avec ses fans, elle continue avec une performance au piano puis énergique de "Gypsy" avant de terminer son concert par un salut final en compagnie de son groupe.

## Dates de la tournée
| Date                       | Ville           | Pays                | Lieu                           | Première partie                  | Affluence         | Revenu      |     |
| -------------------------- | --------------- | ------------------- | ------------------------------ | -------------------------------- | ----------------- | ----------- | --- |
| Étape 1 - Amérique du Nord |                 |                     |                                |                                  |                   |             |     |
| 4 mai 2014                 | Fort Lauderdale | États-Unis          | BB&T Center                    | Lady Starlight                   | 12,977/12,977     | $1,173,695  |     |
| 6 mai 2014                 | Atlanta         | États-Unis          | Philips Arena                  | Lady Starlight Hatsune Miku      | 10,480/10,480     | $941,142    |     |
| 8 mai 2014                 | Pittsburgh      | États-Unis          | Consol Energy Center           | Lady Starlight Hatsune Miku      | 12,185/12,185     | $961,090    |     |
| 10 mai 2014                | Uncasville      | États-Unis          | Mohegan Sun Arena              | Lady Starlight Hatsune Miku      | 7,722/7,722       | $564,692    |     |
| 12 mai 2014[A]             | Washington      | États-Unis          | Verizon Center                 | Lady Starlight Hatsune Miku      | 14,866/14,866     | $1,014,800  |     |
| 13 mai 2014                | New York        | États-Unis          | Madison Square Garden          | Lady Starlight Hatsune Miku      | 14,326/14,326     | $1,625,812  |     |
| 15 mai 2014[B]             | Philadelphie    | États-Unis          | Wells Fargo Center             | Lady Starlight Hatsune Miku      | 15,424/15,424     | $1,037,606  |     |
| 17 mai 2014                | Détroit         | États-Unis          | Joe Louis Arena                | Lady Starlight Hatsune Miku      | 11,971/11,971     | $954,173    |     |
| 18 mai 2014                | Cleveland       | États-Unis          | Quicken Loans Arena            | Lady Starlight Hatsune Miku      | 12,792/12,792     | $1,000,814  |     |
| 20 mai 2014                | Saint Paul      | États-Unis          | Xcel Energy Center             | Lady Starlight Hatsune Miku      | 10,084/10,084     | $796,395    |     |
| 22 mai 2014                | Winnipeg        | Canada              | MTS Centre                     | Lady Starlight Hatsune Miku      | 12,507/12,507     | $974,017    |     |
| 25 mai 2014                | Calgary         | Canada              | Scotiabank Saddledome          | Lady Starlight Hatsune Miku      | 12,662/12,662     | $982,731    |     |
| 26 mai 2014                | Edmonton        | Canada              | Rexall Place                   | Lady Starlight Hatsune Miku      | 13,855/13,855     | $1,053,861  |     |
| 2 juin 2014                | San Diego       | États-Unis          | Viejas Arena                   | Lady Starlight Hatsune Miku      | 9,332/9,332       | $851,927    |     |
| 3 juin 2014                | San José        | États-Unis          | SAP Center at San Jose         | Lady Starlight Hatsune Miku      | 13,622/13,622     | $1,201,315  |     |
| 26 juin 2014[C]            | Milwaukee       | États-Unis          | Marcus Amphitheater (festival) | Lady Starlight Crayon Pop        | 18,201/23,089     | $1,169,670  |     |
| 28 juin 2014               | Atlantic City   | États-Unis          | Boardwalk Hall                 | Lady Starlight Crayon Pop        | 13,363/13,363     | $1,366,626  |     |
| 30 juin 2014               | Boston          | États-Unis          | TD Garden                      | Lady Starlight Crayon Pop        | 13,848/13,848     | $1,190,212  |     |
| 2 juillet 2014             | Montréal        | Canada              | Centre Bell                    | Lady Starlight Crayon Pop        | 12,709/12,709     | $965,286    |     |
| 4 juillet 2014[D]          | Québec          | Canada              | Plaines d'Abraham              | Tegan and Sara                   | N/A               | N/A         |     |
| 5 juillet 2014[E]          | Ottawa          | Canada              | LeBreton Flats (festival)      | Lady Starlight Crayon Pop        | N/A               | N/A         |     |
| 7 juillet 2014             | Buffalo         | États-Unis          | First Niagara Center           | Lady Starlight Crayon Pop        | 12,076/12,076     | $874,785    |     |
| 9 juillet 2014             | Toronto         | Canada              | Centre Air Canada              | Lady Starlight Crayon Pop        | 15,813/15,813     | $1,355,260  |     |
| 11 juillet 2014            | Chicago         | États-Unis          | United Center                  | Lady Starlight Crayon Pop        | 15,112/15,112     | $1,314,360  |     |
| 14 juillet 2014            | San Antonio     | États-Unis          | AT&T Center                    | Lady Starlight Crayon Pop        | 10,125/10,125     | $888,278    |     |
| 16 juillet 2014            | Houston         | États-Unis          | Toyota Center                  | Lady Starlight Crayon Pop        | 11,410/11,410     | $967,441    |     |
| 17 juillet 2014            | Dallas          | États-Unis          | American Airlines Center       | Lady Starlight Crayon Pop        | 11,949/11,949     | $1,006,048  |     |
| 19 juillet 2014            | Las Vegas       | États-Unis          | MGM Grand Garden Arena         | Lady Starlight Crayon Pop        | 24,948/24,948     | $2,379,981  |     |
| 21 juillet 2014            | Los Angeles     | États-Unis          | Staples Center                 | Lady Starlight Crayon Pop        | 26,923/26,923     | $2,444,324  |     |
| 22 juillet 2014            | Los Angeles     | États-Unis          | Staples Center                 | Lady Starlight Crayon Pop        | 26,923/26,923     | $2,444,324  |     |
| 25 juillet 2014[F]         | Atlanta         | États-Unis          | Parc du Centenaire             | N/A                              | N/A               | N/A         |     |
| 30 juillet 2014            | Phoenix         | États-Unis          | US Airways Center              | Lady Starlight Babymetal         | 8,187/8,187       | $670,198    |     |
| 1er août 2014              | Las Vegas       | États-Unis          | MGM Grand Garden Arena         | Lady Starlight Babymetal         | [G]               | [G]         |     |
| 2 août 2014                | Stateline       | États-Unis          | Harveys Lake Tahoe             | Lady Starlight Babymetal         | 7,189/7,189       | $997,536    |     |
| 4 août 2014                | Salt Lake City  | États-Unis          | EnergySolutions Arena          | Babymetal                        | 9,359/9,359       | $516,910    |     |
| 6 août 2014                | Denver          | États-Unis          | Pepsi Center                   | Babymetal                        | 10,660/10,660     | $853,570    |     |
| 8 août 2014[H]             | Seattle         | États-Unis          | KeyArena                       | Lady Starlight                   | 10,882/10,882     | $874,668    |     |
| 9 août 2014[I]             | Vancouver       | Canada              | Rogers Arena                   | Lady Starlight                   | 13,449/13,449     | $962,524    |     |
| TOTAL                      | TOTAL           | TOTAL               | TOTAL                          | TOTAL                            | 431,008 / 435,896 | $35,931,747 |     |
| Étape 2 - Asie             |                 |                     |                                |                                  |                   |             |     |
| 13 août 2014               | Tokyo           | Japon               | Chiba Marine Stadium           | Lady Starlight Momoiro Clover Z  | 50,453/50,453     | $7,874,436  |     |
| 14 août 2014               | Tokyo           | Japon               | Chiba Marine Stadium           | Lady Starlight Momoiro Clover Z  | 50,453/50,453     | $7,874,436  |     |
| 16 août 2014[J]            | Séoul           | Corée du Sud        | Stade olympique de Séoul       | Lady Starlight Momoiro Clover Z  | N/A               | N/A         | N/A |
| TOTAL                      | TOTAL           | TOTAL               | TOTAL                          | TOTAL                            | 50,453 / 50,453   | $7,874,436  |     |
| Étape 3 - Océanie          |                 |                     |                                |                                  |                   |             |     |
| 20 août 2014               | Perth           | Australie           | Perth Arena                    | Lady Starlight                   | 8,120/8,120       | $744,661    |     |
| 23 août 2014               | Melbourne       | Australie           | Rod Laver Arena                | Lady Starlight                   | 17,253/17,253     | $1,732,910  |     |
| 24 août 2014               | Melbourne       | Australie           | Rod Laver Arena                | Lady Starlight                   | 17,253/17,253     | $1,732,910  |     |
| 26 août 2014               | Brisbane        | Australie           | Brisbane Entertainment Center  | Lady Starlight                   | 9,249/9,249       | $913,894    |     |
| 30 août 2014               | Sydney          | Australie           | Allphones Arena                | Lady Starlight                   | 20,445/20,445     | $1,818,090  |     |
| 31 août 2014               | Sydney          | Australie           | Allphones Arena                | Lady Starlight                   | 20,445/20,445     | $1,818,090  |     |
| TOTAL                      | TOTAL           | TOTAL               | TOTAL                          | TOTAL                            | 55,067 / 55,067   | $5,209,555  |     |
| Étape 4 - Moyen-Orient     |                 |                     |                                |                                  |                   |             |     |
| 10 septembre 2014          | Dubaï           | Émirats arabes unis | Meydan Racecourse              | Lady Starlight                   | 8,365/8,365       | $1,835,201  |     |
| 13 septembre 2014          | Tel Aviv        | Israël              | Hayarkon Park                  | Lady Starlight                   | 18,984/18,984     | $1,786,945  |     |
| TOTAL                      | TOTAL           | TOTAL               | TOTAL                          | TOTAL                            | 27,349 / 27,349   | $3,622,146  |     |
| Étape 5 - Europe           |                 |                     |                                |                                  |                   |             |     |
| 16 septembre 2014          | Istanbul        | Turquie             | ITÜ Stadium                    | Lady Starlight                   | 19,157/19,157     | $1,123,106  |     |
| 19 septembre 2014          | Athènes         | Grèce               | Stade olympique                | Lady Starlight                   | 26,860/26,860     | $941,091    |     |
| 23 septembre 2014          | Anvers          | Belgique            | Sportpaleis                    | Lady Starlight                   | 15,188/15,188     | $1,394,133  |     |
| 24 septembre 2014          | Amsterdam       | Pays-Bas            | Ziggo Dome                     | Lady Starlight                   | 14,196/14,196     | $1,273,725  |     |
| 27 septembre 2014          | Herning         | Danemark            | Jyske Bank Boxen               | Lady Starlight                   | 10,534/10,534     | $916,980    |     |
| 29 septembre 2014          | Oslo            | Norvège             | Telenor Arena                  | Lady Starlight                   | 8,948/8,948       | $708,509    |     |
| 30 septembre 2014          | Stockholm       | Suède               | Ericsson Globe                 | Lady Starlight Breedlove Chew Fu | 13,657/13,657     | $1,529,285  |     |
| 3 octobre 2014             | Hambourg        | Allemagne           | O2 World Hamburg               | Lady Starlight Breedlove Chew Fu | 11,430/11,430     | $1,094,202  |     |
| 5 octobre 2014             | Prague          | République tchèque  | O2 Arena                       | Lady Starlight Breedlove Chew Fu | 10,734/10,734     | $776,719    |     |
| 7 octobre 2014             | Cologne         | Allemagne           | Lanxess Arena                  | Lady Starlight Breedlove Chew Fu | 13,189/13,189     | $1,139,559  |     |
| 9 octobre 2014             | Berlin          | Allemagne           | O2 World                       | Lady Starlight Breedlove Chew Fu | 10,555/10,555     | $950,331    |     |
| 15 octobre 2014            | Birmingham      | Royaume-Uni         | National Indoor Arena          | Lady Starlight Breedlove Chew Fu | 12,092/12,092     | $1,329,847  |     |
| 17 octobre 2014            | Dublin          | Irlande             | 3Arena                         | Lady Starlight Breedlove Chew Fu | 11,497/11,497     | $1,117,109  |     |
| 19 octobre 2014            | Glasgow         | Royaume-Uni         | The SSE Hydro                  | Lady Starlight Breedlove Chew Fu | 11,554/11,554     | $1,278,571  |     |
| 21 octobre 2014            | Manchester      | Royaume-Uni         | Manchester Evening News Arena  | Lady Starlight Breedlove Chew Fu | 14,719/14,719     | $1,625,149  |     |
| 23 octobre 2014            | Londres         | Royaume-Uni         | O2 Arena                       | Lady Starlight Breedlove Chew Fu | 42,845/42,845     | $4,631,817  |     |
| 25 octobre 2014            | Londres         | Royaume-Uni         | O2 Arena                       | Lady Starlight Breedlove Chew Fu | 42,845/42,845     | $4,631,817  |     |
| 26 octobre 2014            | Londres         | Royaume-Uni         | O2 Arena                       | Lady Starlight Breedlove Chew Fu | 42,845/42,845     | $4,631,817  |     |
| 30 octobre 2014            | Paris           | France              | Zénith de Paris                | Lady Starlight Breedlove Chew Fu | 12,301/12,301     | $1,071,553  |     |
| 31 octobre 2014            | Paris           | France              | Zénith de Paris                | Lady Starlight Breedlove Chew Fu | 12,301/12,301     | $1,071,553  |     |
| 2 novembre 2014            | Vienne          | Autriche            | Wiener Stadthalle              | Lady Starlight Breedlove Chew Fu | 11,586/13,598     | $1,055,678  |     |
| 4 novembre 2014            | Milan           | Italie              | Mediolanum Forum               | Lady Starlight Breedlove Chew Fu | 10,852/10,852     | $989,889    |     |
| 6 novembre 2014            | Zurich          | Suisse              | Hallenstadion                  | Lady Starlight Breedlove Chew Fu | 13,259/13,259     | $1,314,684  |     |
| 8 novembre 2014            | Barcelone       | Espagne             | Palau Sant Jordi               | Lady Starlight Breedlove Chew Fu | 17,513/17,513     | $1,420,987  |     |
| 10 novembre 2014           | Lisbonne        | Portugal            | MEO Arena                      | Lady Starlight Breedlove Chew Fu | 7,345/7,345       | $365,313    |     |
| 13 novembre 2014           | Birmingham      | Royaume-Uni         | National Indoor Arena          | Lady Starlight Breedlove Chew Fu | 6,129/6,129       | $455,781    |     |
| 16 novembre 2014           | Glasgow         | Royaume-Uni         | The SSE Hydro                  | Lady Starlight Breedlove Chew Fu | 10,403/10,403     | $681,824    |     |
| 20 novembre 2014           | Sheffield       | Royaume-Uni         | Motorpoint Arena               | Lady Starlight Breedlove Chew Fu | 11,528/11,528     | $672,004    |     |
| 22 novembre 2014           | Newcastle       | Royaume-Uni         | Metro Radio Arena              | Lady Starlight Breedlove Chew Fu | 8,779/8,779       | $824,555    |     |
| 24 novembre 2014           | Paris           | France              | Bercy Arena                    | Lady Starlight Breedlove Chew Fu | 13,018/13,018     | $1,249,746  |     |
| TOTAL                      | TOTAL           | TOTAL               | TOTAL                          | TOTAL                            | 369,868 / 371,880 | $31,932,147 |     |
| CUMULATIF TOTAL            | CUMULATIF TOTAL | CUMULATIF TOTAL     | CUMULATIF TOTAL                | CUMULATIF TOTAL                  | 933,745 / 940,645 | $84,570,031 |     |

### Particularités, annulations et déplacements de certains concerts
A Initialement prévu le 15 mai 2014, ce concert a été déplacé au 12 mai 2014 en raison d'un conflit d'organisation avec un match de basketball prévu  au Verizon Center ce même jour.
B Initialement prévu le 12 mai 2014, ce concert a été déplacé au 15 mai 2014 en raison d'un conflit d'organisation avec un match de basketball prévu au Verizon Center.
C Ce concert fait partie du festival Summerfest 2014.
D Ce concert fait partie du Festival d'été de Québec 2014.
E Ce concert fait partie du festival Bluesfest,.
F Ce concert surprise fait partie de la "Microsoft Week".
G L'affluence et le revenu de ce concert sont combinés avec ceux du 19 juillet 2014 à Las Vegas.
H Initialement prévu le 28 mai 2014, ce concert a été déplacé au 8 août suivant, la chanteuse étant atteinte d'une sévère bronchite.
I Initialement prévu le 30 mai 2014, ce concert a été déplacé au 9 août suivant, la chanteuse étant atteinte d'une sévère bronchite.
J Ce concert fait partie du festival AIA Real Life : NOW Festival.
Note : les chiffres de l'affluence et de la recette pour chaque concert sont révélés par Pollstar et/ou Billboard.
En raison d’une trop petite salle lors du concert au Zenith de Paris, les catwalks n’ont pas été installés.

## Équipe et personnel
Sur scène, l'équipe se compose de 14 danseurs, un groupe de 5 musiciens constitué de 2 guitaristes, un bassiste, un claviériste ainsi qu'un batteur. Au total, 144 personnes travaillent pour la tournée.
| Personnes sur scène | |
| Interprète : - Lady Gaga Musiciens : - Basse : Lanar Brantley - Batterie : George McCurdy - Claviers : Brockett Persons - Guitare : Tim Steward et Ricky Tillo - Voix : Lady Gaga - Piano : Lady Gaga | Danseurs : - Asiel Hardison - Montana Efaw - Graham Breitenstein - Ian McKenzie - Victor Rojas - Knicole Breahn Haggins - Kevin Frey - David Lei Brandt - Sloan-Taylor Rabinor - Nick Geurst - Theresa Stone - China Taylor - Tamina Pollack Paris - Karen Chuang - Gianinni Moreina |